# طلعت أحمد
طلعت أحمد (بالإنجليزية: Talat Ahmad) هو جيولوجي هندي، ولد في 23 ديسمبر 1955 في منطقة جيريده في الهند.

## وصلات خارجية
- الموقع الرسمي